# Clay County (Florida)
Das Clay County ist ein County im US-Bundesstaat Florida. Der Verwaltungssitz (County Seat) ist Green Cove Springs.

## Geschichte
Das Clay County wurde am 31. Dezember 1858 aus Teilen des Duval County gebildet. Benannt wurde es zu Ehren von Henry Clay, einem US-Senator aus Kentucky, der im 19. Jahrhundert auch Außenminister war.

## Geographie
Das County liegt im Norden von Florida, ist im Norden rund 40 km von Georgia, im Osten rund 30 km vom Atlantik entfernt und hat eine Fläche von 1.667 Quadratkilometern, wovon 110 Quadratkilometer Wasserfläche sind. Es grenzt im Uhrzeigersinn an folgende Countys: Duval County, St. Johns County, Putnam County, Alachua County, Bradford County und Baker County. Zusammen mit den Countys Baker, Duval, Nassau und St. Johns bildet das County die Metropolregion Jacksonville.

## Demografische Daten
Nach der Volkszählung im Jahr 2010 lebten im Clay County 190.865 Menschen in 75.478 Haushalten. Die Bevölkerungsdichte betrug 122,6 Einwohner pro Quadratkilometer. Ethnisch betrachtet setzte sich die Bevölkerung zusammen aus 81,8 % Weißen, 9,9 % Afroamerikanern, 0,5 % Indianern und 2,9 % Asian Americans. 2,0 % waren Angehörige anderer Ethnien und 2,9 % verschiedener Ethnien. 7,7 % der Bevölkerung bestand aus Hispanics oder Latinos.
Im Jahr 2010 lebten in 39,6 % aller Haushalte Kinder unter 18 Jahren sowie 23,2 % aller Haushalte Personen mit mindestens 65 Jahren. 76,2 % der Haushalte waren Familienhaushalte (bestehend aus verheirateten Paaren mit oder ohne Nachkommen bzw. einem Elternteil mit Nachkomme). Die durchschnittliche Größe eines Haushalts lag bei 2,76 Personen und die durchschnittliche Familiengröße bei 3,13 Personen.
29,1 % der Bevölkerung waren jünger als 20 Jahre, 23,9 % waren 20 bis 39 Jahre alt, 29,6 % waren 40 bis 59 Jahre alt und 17,4 % waren mindestens 60 Jahre alt. Das mittlere Alter betrug 38 Jahre. 49,0 % der Bevölkerung waren männlich und 51,0 % weiblich.
Das jährliche Durchschnittseinkommen eines Haushalts betrug 59.649 USD, dabei lebten 10,1 % der Bevölkerung unter der Armutsgrenze.
Im Jahr 2010 war englisch die Muttersprache von 90,68 % der Bevölkerung, spanisch sprachen 4,99 % und 4,33 % hatten eine andere Muttersprache.

## Kultur und Sehenswürdigkeiten

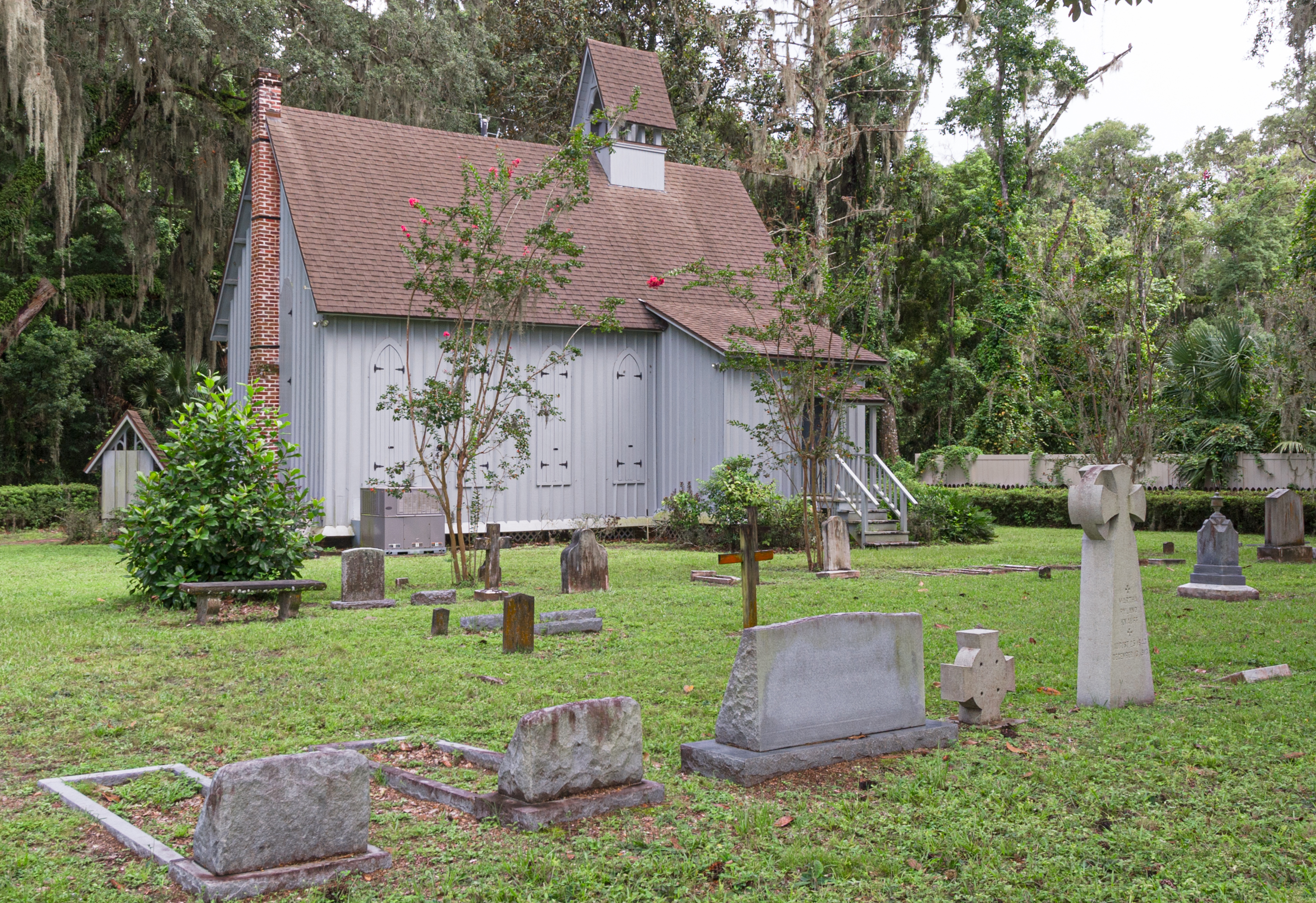
St. Margaret’s Episcopal Church and Cemetery (2020). Die Holzkirche wurde im Jahr 1878 erbaut und von der früheren Pflanzerin Margaret Fleming finanziert. Im Juni 1973 wurde die Kirche als erstes Objekt des County in das NRHP eingetragen.

Insgesamt sind 23 Bauwerke, Stätten und historische Bezirke (Historic Districts) im Clay County im National Register of Historic Places („Nationales Verzeichnis historischer Orte“; NRHP) eingetragen (Stand 16. Januar 2023), darunter drei Kirchen und das ehemalige Gerichts- und Verwaltungsgebäude des County.

## Weiterführende Bildungseinrichtungen
- St. Johns River Community College in Orange Park

## Orte im Clay County
Orte im Clay County mit Einwohnerzahlen der Volkszählung von 2010:
Cities:
- Green Cove Springs (County Seat) – 6.908 Einwohner
- Keystone Heights – 1.350 Einwohner

Towns:
- Orange Park – 8.412 Einwohner
- Penney Farms – 749 Einwohner

Census-designated places:
- Asbury Lake – 8.700 Einwohner
- Bellair-Meadowbrook Terrace – 13.343 Einwohner
- Fleming Island – 27.126 Einwohner
- Lakeside – 30.943 Einwohner
- Middleburg – 13.008 Einwohner
- Oakleaf Plantation – 20.315 Einwohner